# 北海道道62号豊頃糠内芽室線
北海道道62号豊頃糠内芽室線（ほっかいどうどう62ごう とよころぬかないめむろせん）は、北海道豊頃町から幕別町、帯広市を経由して芽室町を結ぶ道道（主要地方道）である。

## 概要

### 路線データ
- 起点：北海道中川郡豊頃町農野牛（国道38号交点）
- 終点：北海道河西郡芽室町本通10丁目（国道38号交点）
- 総延長：60.290 km[1]
- 実延長：57.390 km[1]
- 重用延長：2.900 km[1]

## 歴史
- 1961年（昭和36年）3月31日 359号として路線認定[2]。
- 1993年（平成5年）5月11日 - 建設省から、道道豊頃糠内芽室線が豊頃糠内芽室線として主要地方道に指定される[3]。
- 1994年（平成6年）10月1日 路線番号を62号に変更[4]。

## 路線状況

### 重複区間
- 北海道道318号湧洞豊頃停車場線：豊頃町農野牛 地内
- 北海道道15号幕別大樹線：幕別町字五位 地内
- 北海道道238号更別幕別線：帯広市以平町西6線 - 帯広市以平町西7線
- 北海道道109号新帯広空港線：帯広市大正町東4線 - 帯広市大正本町本通1丁目
- 北海道道216号八千代帯広線：帯広市基松町基線 - 帯広市上帯広町基線

### 主な橋梁
- 栄橋（猿別川）= 幕別町字糠内
- 第二大川橋（札内川）= 帯広市大正町 - 帯広市富士町
- 上帯広橋（帯広川）= 帯広市上帯広町 - 芽室町栄
- 新生橋（美生川 = 十勝川支流）= 芽室町芽室南 - 芽室町東四条南4丁目

## 地理

### 通過する自治体
- 十勝総合振興局
  - 中川郡豊頃町
  - 中川郡幕別町
  - 帯広市
  - 河西郡芽室町

### 交差する道路
豊頃町
- 国道38号 - 農野牛（起点）

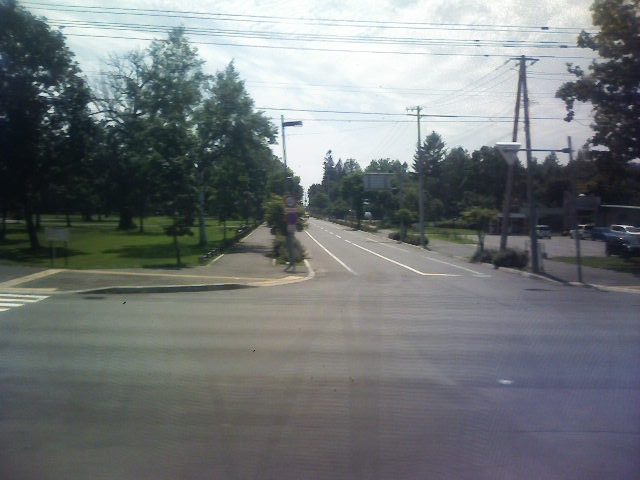
終点の様子（2009年8月5日撮影）

- 北海道道318号湧洞豊頃停車場線 - 農野牛

幕別町
- 北海道道15号幕別大樹線 - 五位
- 北海道道15号幕別大樹線 - 五位
- 北海道道503号明倫幕別停車場線 - 明倫

帯広市
- 北海道道238号更別幕別線 - 以平町西6線
- 北海道道238号更別幕別線 - 以平町西7線
- 北海道道109号新帯広空港線 - 大正町東4線
- 国道236号 - 大正本町本通1丁目
- 北海道道240号上札内帯広線 - 富士町西3線
- 北海道道216号八千代帯広線 - 基松町基線
- 北海道道216号八千代帯広線 - 上帯広町基線

芽室町
- 北海道道317号中美生芽室線 - 東三条南1丁目
- 北海道道715号芽室東四条帯広線 - 東四条2丁目
- 北海道道420号芽室停車場線 - 本通2丁目
- 国道38号 - 本通10丁目（終点）